# Tim Blake
 (mars 2021).
Timothy Charles Gorrod Blake, né le 6 février 1952 à Londres, est un claviériste et compositeur de rock et musiques nouvelles.
Il habite en France depuis 1971.
Il a joué notamment avec les groupes Gong et Hawkwind, mais plus particulièrement en solo sous l'appellation de Crystal Machine.

## Biographie
En collaborant avec l'artiste français Patrice Warrener, Tim Blake et son projet Crystal Machine se sont fait remarquer pour la création du premier spectacle où les synthétiseurs s'alliaient avec les lasers. Le spectacle a été rodé dans la salle du Palace à Paris avant de tourner en France, en Europe, au Japon et de participer (entre autres) au festival de Glastonbury. Tim Blake continue de collaborer avec Patrice Warrener sur ses illuminations en chromolithe.
Les instruments utilisés pour ses disques et ses spectacles sont les suivants : un double EMS Synthi AKS, un synthétiseur modulaire Roland system 100, un Minimoog Model D, des guitares Ovation jouées en glissando (inspiré du jeu de Daevid Allen qu'il a côtoyé au sein de Gong), un clavier Korg polyphonique, diverses pédales d'effet (principalement phasing et flanger), Electro-Harmonix Electric Mistress, une chambre d'écho Roland, plus un magnétophone à bandes quatre pistes TEAC pour générer des boucles, même si, depuis l'an 2000, il semble avoir privilégié les instruments virtuels — logiciels et plug-ins informatiques —, pour ne conserver sur scène comme instrument réel qu'un thérémine.
Depuis 2006, Il a retiré l'ensemble de sa discographie vinyle et CD, préférant rendre son catalogue disponible au format MP3, sur son site Internet personnel.
Depuis 2007, il s'est tourné vers ce qu'il nomme « Virtual Lead Guitar » (Guitare solo virtuelle) et le thérémine, pour ses concerts en solo ou ses participations avec de nombreux groupes électro mais aussi avec ses anciens compagnons de Hawkwind.

## Solo
Singles
- 1977 : Sintesis Intemporal/Sintesis Intemporal II. Single
- 1978 : Generator Laserbeam/Woodland Voice. Single

Albums
- 1977 : Crystal Machine
- 1978 : Blake's New Jerusalem
- 1995 : Magick
- 2000 : The Tide of the Century
- 2002 : Caldea Music Volume II
- 2006 : Live Waterfalls in Space
- 2007 : Waterfalls in Space
- 2012 : Noggi 'Tar

## Gong
- 1973 : Flying Teapot. Sous le nom de « Hi.T.Moonweed »
- 1973 : Angel's Egg
- 1974 : You
- 1977 : Gong est mort, vive Gong. Tim y est présent sous le nom « High T. Moonweed ».
- 1977 : Live Etc.. Compilation de pièces live, d'inédits et de sessions pour la BBC
- 1989 : The History And Mystery Of Planet Gong
- 1990 : Live at Sheffield 74
- 1990 : Live au Bataclan 1973
- 1995 : 25th Birthday Party
- 1995 : The Peel Sessions 1971/1974
- 1995 : The Best Of Gong
- 2015 : Radio Gnome Invisible Trilogy. Coffret compilation 4 CD

## Hawkwind
- 1980 : Live Seventy Nine
- 1980 : Levitation
- 1980 : Complete '79 - Collector Series Vol. 1. Double Album Live
- 2001 : Yule Ritual. Double Album
- 2010 : Blood of the Earth
- 2012 : Onward. Tim joue la basse en plus des claviers.

## Participations
- 1973 : Greasy Truckers Party Live At Dingwalls. Artistes variés. Compilation Album Double
- 1975 : Delired Chamelon Family de Delired Chamelon Family
- 1975 : V. Artistes variés. Compilation sur Virgin Records
- 1975 : Clearlight Symphony de Clearlight Symphony
- 1975 : Fish Rising de Steve Hillage
- 1976 : Les Contes du Singe Fou (en) de Clearlight
- 1976 : It's All Too Much/Shimmer de Steve Hillage. Single
- 1978 : Xitintoday de Nik Turner's Sphinx
- 1989 : The Forest Of Isal de Crystal Moon
- 1990 : Clearlight Symphony II de Clearlight
- 1999 : Psyquest de Mad Stof and Company
- 1999 : Photo Musick de Christian Boulé

## Sources
- Tim Blake - Discographie
- Tim Blake - Discographie
- Tim Blake - Biographie et Discographie
- Gong